# ガムリン県
ガムリン県、または昂仁県（ガムリンけん、中文表記: 昂仁县）は中華人民共和国チベット自治区シガツェ市の県の一つ。県名はチベット語で「長い谷」を指す。県政府所在地は卡嘎鎮。

## 行政区画
2鎮、15郷を管轄：
- 鎮：卡嘎鎮、桑桑鎮
- 郷：達若郷、貢久布郷、措邁郷、雄巴郷、査孜郷、阿木雄郷、如薩郷、孔隆郷、尼果郷、日吾其郷、多白郷、切熱郷、秋窩郷、達居郷、亜木郷

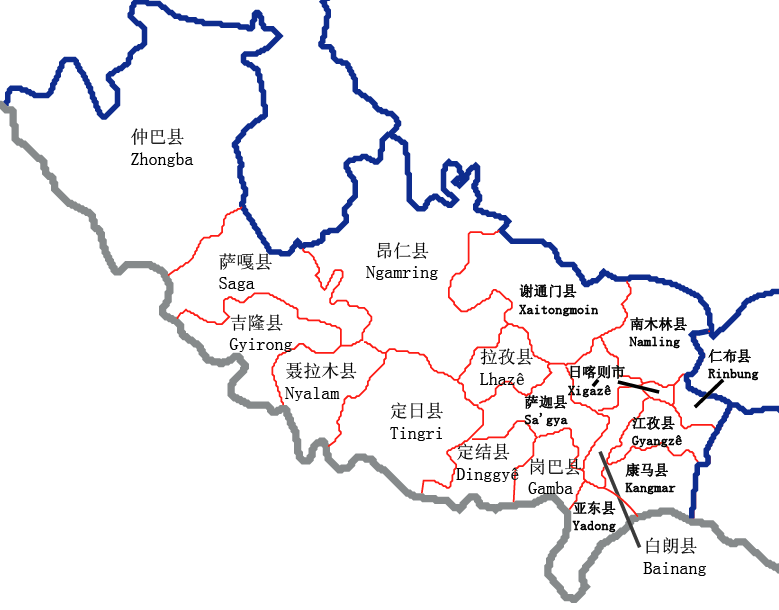
シガツェ地区の行政区画

## 交通

### 道路
- 国道
  - G219国道